# Hochmoor-Blaualge
Die Hochmoor-Blaualge (Cyanothece aeruginosa) ist eine Art der Cyanobakterien (herkömmlich auch „Blaualgen“ genannt). Die Zellen sind 10 bis 40 Mikrometer breit, 12 bis 50 Mikrometer lang, blaugrün, zylindrisch bis ellipsoidisch und besitzen keine Scheiden. Sie sind in der Regel einzeln, selten auch zu zweit. Durch das Quellen von ausgeschiedener Gallerte kann sich die Art langsam fortbewegen. Die Hochmoor-Blaualge kommt einzeln oder in blaugrünen Anflügen auf nassen Heideböden, Torfmoosen, feuchten Moosen und nassen Steinen vor.
Cyanothece aeruginosa ist die Typusart der Gattung Cyanothece.

## Belege
- Heinz Streble, Dieter Krauter: Das Leben im Wassertropfen. Mikroflora und Mikrofauna des Süßwasser. Ein Bestimmungsbuch. Franckh-Kosmos Verlag, Stuttgart 2008, ISBN 978-3-440-11966-2.